# Конрад (Монтана)
Конрад (англ.  Conrad ) — город, являющийся административным центром округа  Пондерей в штате Монтана США. По данным переписи 2020 года, численность населения составляла 2318 человек.
Город был зарегистрирован в 1908 году.

## География
По данным Бюро переписи населения США, общая площадь города составляет 1,25 квадратных миль (3,24 км²), вся территория — суша.

## Демография

### Перепись 2010 года
По данным переписи 2010 года в городе проживало 2570 человек, было 1113 домохозяйства и 676 семей. Плотность населения составляла 2056,0 жителей на квадратную милю (793,8/км²). Было 1266 единиц жилья при средней плотности 1012,8 единиц на квадратную милю (391,0 единиц/км²). Расовый состав города был следующим: 95,1% белых, 0,2% афроамериканцев, 1,8% коренных американцев, 0,3% азиатов, 0,2% представителей других рас и 2,4% представителей двух или более рас. Испаноязычные или латиноамериканцы любой расы составляли 1,5% населения.

### Перепись 2000 года
По данным переписи 2000 года в городе проживало 2753 человека, было 1154 домохозяйства и 755 семей. Плотность населения составляла 2338,5 жителей на квадратную милю (902,9/км²). Было 1332 единицы жилья при средней плотности 1131,5 единиц на квадратную милю (436,9 единиц/км²). Расовый состав города был следующим: 95,75% белых, 0,11% афроамериканцев, 2,29% коренных американцев, 0,18% азиатов, 0,11% жителей островов Тихого океана, 0,22% представителей других рас и 1,34% представителей двух или более рас. Испаноязычные или латиноамериканцы любой расы составляли 0,94% населения.

## Управление
Конрад действует в соответствии с уставной формой правления.